# Agapornis taranta
El inseparable abisinio (Agapornis taranta) también inseparable de frente roja o inseparable de alas negras, es una especie de ave psittaciforme, de la familia Psittacidae nativa de Eritrea y Etiopía. Están entre los inseparables más grandes (de entre 15 cm a 17 cm) y resistentes. Este inseparable tiene un claro dimorfismo sexual, teniendo los machos la frente roja y las hembras verde, en cautividad existen mutaciones de color, con ejemplares más oscuros.